# モーゼス・モソップ
モーゼス・モソップ（英表記:Moses Cheruiyot Mosop、1985年7月7日 - ）はケニアの男子陸上競技選手。専門は長距離走、マラソン。

## 経歴
昨今のケニアのマラソン選手は、日本人選手とあまり変わらないトラックのスピードでマラソンに転向し、マラソンでは2時間3～6分台の好記録を叩き出す、いわゆる適性がマラソン向きのランナーが大部分を占め、世界を席巻しているが、モソップはモーゼス・タヌイ、ポール・テルガトらの系譜を受け継ぐ、トラックでの実績十分のスピードを引っ下げてマラソンに転向した正統派のスピードランナータイプの選手である。ヘルシンキ世界陸上(2005年)の10000mで銅メダルを獲得しており、同種目で26分49秒55のベストを持っている。
その後はロードレースに転向し、ハーフマラソンなどで実績を残していたが、初マラソンとなった2011年のボストンマラソンでジョフリー・ムタイに次いで2位になり、2時間3分6秒という驚異の記録をたたき出した。ボストンのコースは公認コースではないが、後半に心臓破りの坂があるなど記録の出にくい難コースとして有名なレースであった。
初マラソンで一気に世界トップクラスの仲間入りを果たしたことで一躍マラソンでもその名を世界に轟かせた。同年のシカゴマラソンではレース前に体調を崩していたが2時間5分37秒のコースレコードを記録し圧勝。翌年2012年のロッテルダムマラソンでは怪我の影響もあり後半失速したが2時間5分3秒で3位に入り、ロンドン五輪代表に内定したが、怪我のため五輪は欠場となった。
マラソン以外でも活躍は続き、2011年6月3日、モソップはプレフォンティーン・クラシックで、30年間瀬古利彦が持っていた30000ｍ世界記録を2分半も短縮する1時間26分47秒4の世界新記録を樹立。25000ｍ通過記録も、瀬古の持つ世界記録を1分短縮する1時間12分25秒4の世界記録を樹立した。 
かつてケニアではジョフリー・ムタイと並び世界最強と称されており、人類初の2時間2分台に最も近い選手の1人とされていた。現在ではあまりメジャーな大会に出場していないが、日本人選手にとって対戦して勝つのが難しい実力を持つケニア選手の一人である。

## マラソン成績
| 年月    | 大会名               | タイム    | 順位 | 備考             |
| ------- | -------------------- | --------- | ---- | ---------------- |
| 2011.04 | ボストンマラソン     | 2：03：06 | 2位  | （非公認記録）   |
| 2011.10 | シカゴマラソン       | 2：05：37 | 優勝 | 大会記録（当時） |
| 2012.04 | ロッテルダムマラソン | 2：05：03 | 3位  |                  |
| 2013.10 | シカゴマラソン       | 2：11：19 | 8位  |                  |
| 2014.05 | プラハマラソン       | 2：20：37 | 12位 |                  |
| 2015.01 | アモイマラソン       | 2：06：19 | 優勝 | 大会記録         |
| 2016.05 | 東営マラソン         | 2：09：33 | 3位  |                  |